# De kristallen bol

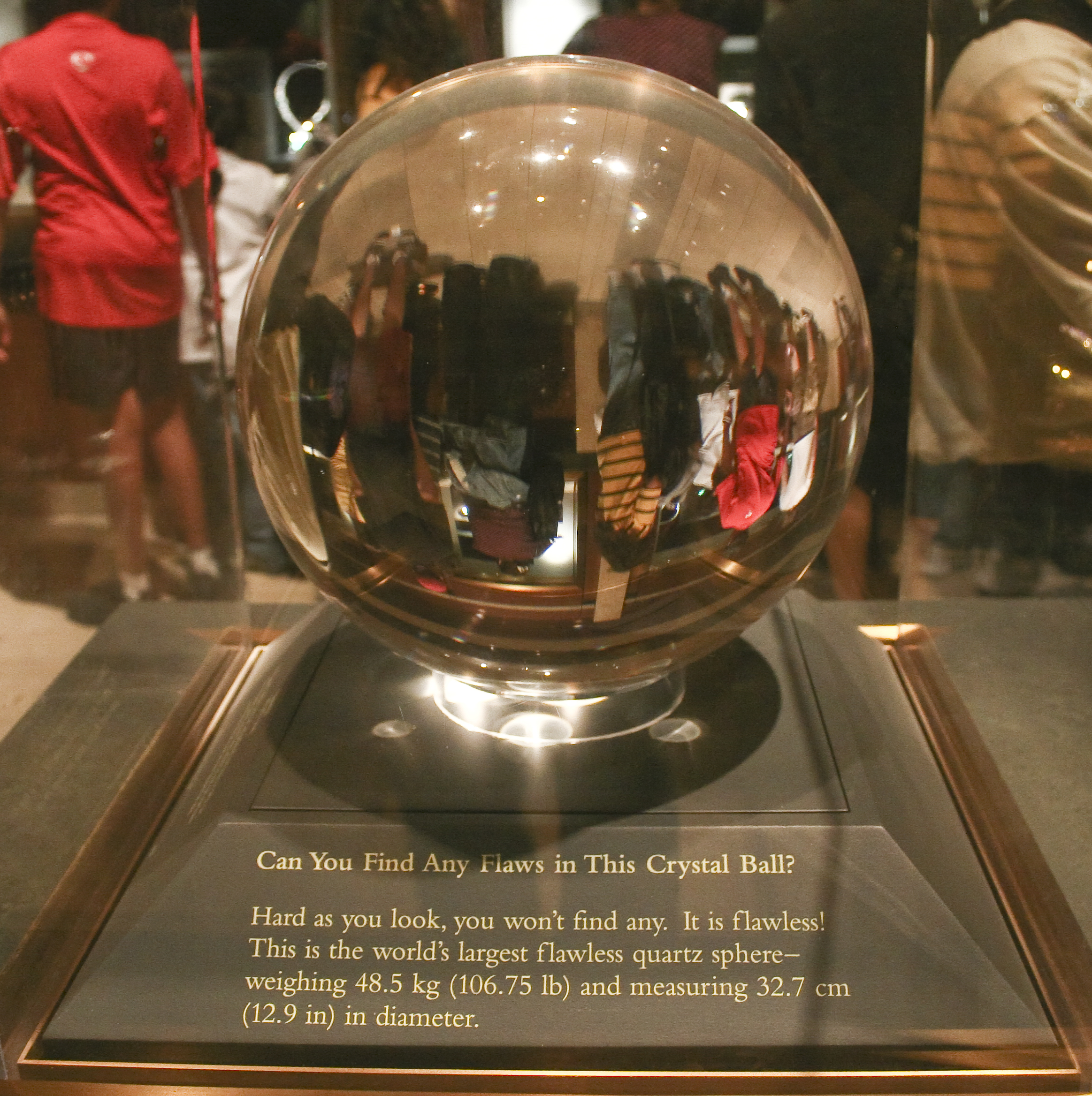
Een kristallen bol (van kwarts)

De kristallen bol is een sprookje dat werd verzameld door de gebroeders Grimm voor Kinder- und Hausmärchen en kreeg het volgnummer KHM197. De oorspronkelijke naam is Die Kristallkugel.

## Het verhaal
Een tovenares heeft drie zonen en ze denkt dat zij de macht willen hebben.
Ze verandert de oudste in een adelaar en hij gaat naar een rotsgebergte. De tweede wordt een walvis en hij woont in de diepe zee. Deze zonen zijn per dag twee uur mens en de derde zoon is bang dat hij ook betoverd zal worden en vlucht. Hij komt in het kasteel van de gouden zon en een betoverde koningsdochter wacht op haar verlosser. Drieëntwintig mannen zijn al dood en er mag nog maar één man een poging doen en de jongen zonder vrees gaat naar het kasteel. Hij komt in een bos en kan de uitgang niet vinden, hij ziet twee reuzen en ze hebben ruzie om een hoed. Omdat kleine mensen slimmer zijn, mag de jongen beslissen wie de hoed toekomt. Het is een wenshoed en de jongen loopt weg met de hoed en zegt de reuzen te zullen roepen. Degene die het eerst bij de jongen komt, is de eigenaar van de hoed.
De jongen denkt aan de koningsdochter en vergeet de reuzen, hij roept dat hij in het kasteel van de gouden zon is en opeens staat hij op een hoge berg voor de poort van het kasteel. Hij ziet de koningsdochter met een asgrauw gezicht en doffe ogen, een gezicht vol rimpels en rood haar. De koningsdochter vertelt dat mensenogen haar in een lelijke gedaante zien, maar de spiegel toont de werkelijkheid. Hij ziet de mooiste jonkvrouw ter wereld en ze huilt. Hij gaat op zoek naar de kristallen bol van de tovenaar om zijn macht te breken en loopt naar de bron onder de berg. Een wilde oeros zal met hem vechten en als hij dit dier doodt met zijn zwaard, zal er een vurige vogel opstijgen die in zijn ei een gloeiend ei heeft. Als dooier zit er een kristallen bol in het ei en het mag niet vallen, want dan zal het alles verteren en de kristallen bol zal verdwijnen.
Het gebeurt zoals de jonkvrouw heeft verteld en de adelaar houdt de vuurvogel tegen. Het ei valt op een vissershut aan de oever en begint te roken, maar de walvis stuwt het water op en dit dooft het vuur. De jongeman vindt het ei en dit is nog niet gesmolten, maar de schaal is door de afkoeling van het water verbrokkeld. De kristallen bol wordt uit de dooier gehaald en de tovenaar wordt nu de koning van het kasteel van de gouden zon. De broers krijgen hun menselijke gedaante terug en de jongeman gaat snel terug naar de koningsdochter en ziet haar stralende schoonheid. Ze wisselen hun ringen vol vreugde.

## Achtergronden
- Het sprookje komt uit Sleeswijk-Holstein en verscheen in Sagen, Mährchen und Lieder der Herzogthümer Schleswig, Holstein und Lauenburg (1845).
- Vergelijkbare sprookjes komen voor in de Scandinavische landen.
- De strijd van reuzen om een magisch voorwerp komt ook voor in De koning van de gouden berg (KHM92), De raaf (KHM93) en De trommelslager (KHM193).
- De kristallen bol lijkt op de gouden bal in De kikkerkoning (KHM1).